# Cruce Caballero
Cruce Caballero es una localidad argentina ubicada en el departamento San Pedro de la Provincia de Misiones. Depende administrativamente del municipio de San Pedro, de cuyo centro urbano dista unos 22 km. Se desarrolla a lo largo de la Ruta Nacional 14, en el cruce con la Ruta Provincial 22, siendo la última localidad antes del Puente Internacional Comandante Rosales, que la vincula a la localidad brasileña de Paraíso.
En sus cercanías se encuentra el Parque Provincial Cruce Caballero.

## Vías de comunicación
La ruta Nacional 14 es su principal vía de acceso, comunicándola al sudoeste con San Pedro, y al nordeste con Tobuna y Bernardo de Irigoyen